# Twierdzenie Dieudonnégo
Twierdzenie Dieudonnégo – twierdzenie analizy funkcjonalnej podające warunek wystarczający na to, by suma Minkowskiego dwóch domkniętych i wypukłych podzbiorów przestrzeni liniowo-topologicznej lokalnie wypukłej była zbiorem domkniętym. Twierdzenie zostało udowodnione przez Jeana Dieudonnégo w 1966 roku.

## Twierdzenie
Niech A i B będą niepustymi, domkniętymi i wypukłymi podzbiorami przestrzeni liniowo-topologicznej lokalnie wypukłej X, z których co najmniej jeden z nich jest lokalnie zwarty oraz zbiór
{\displaystyle \operatorname {recc} (A)\cap \operatorname {recc} (B)}
tworzy podprzestrzeń liniową w przestrzeni X, gdzie
{\displaystyle \operatorname {recc} (C)=\{y\in X\colon \forall {x\in C}\;\forall {\lambda \geqslant 0}\;x+\lambda y\in C\}\qquad (C\subseteq X).}
Wówczas zbiór A − B jest domknięty.